# MacKenzie Porter
MacKenzie Lea Porter (Medicine Hat, 29 gennaio 1990) è un'attrice televisiva e cantante canadese, meglio conosciuta per aver interpretato il ruolo di Marcy nella serie televisiva Travelers.
Durante l’estate 2020 si è sposata. A novembre 2023 su Instagram annuncia di essere incinta attraverso un post.

## Filmografia

### Cinema
- Christmas in Wonderland, regia di James Orr (2007)

### Televisione
- Dinosapien - serie TV, 11 episodi (2007)
- Wild Roses - serie TV, 2 episodi (2009)
- Supernatural - serie TV, un episodio (2010)
- Endgame - serie TV, un episodio (2011)
- R. L. Stine's The Haunting Hour - serie TV, 2 episodi (2011, 2012)
- Blackstone - serie TV, 2 episodi (2014)
- Hell on Wheels - serie TV, 12 episodi (2014-2016)
- Travelers - serie TV, 34 episodi (2016-2018)

## Discografia
Album in studio
- 2014 - MacKenzie Porter
- 2024 - Nobody's Born with a Broken Heart

EP
- 2020 - Drinkin' Songs: The Collection

Singoli
- 2012 - I Wish I'd Know
- 2013 - Never Gonna Let You
- 2014 - If You Ask Me To
- 2014 - Misfit Parade
- 2015 - Rodeo
- 2018 - About You
- 2019 - These Days
- 2020 - Seeing Other People
- 2020 - Drinkin' Songs

## Doppiatrici italiane
Nelle versioni in italiano delle opere in cui ha recitato, MacKenzie Porter è stata doppiata da:
- Valentina Mari in Dinosapien, Travelers
- Eleonora Reti in Supernatural
- Benedetta Ponticelli in Darrow & Darrow